# Isi Palazón
Isi Palazón, pseudonimo di Isaac Palazón Camacho (Cieza, 27 dicembre 1994), è un calciatore spagnolo, attaccante del Rayo Vallecano.

## Caratteristiche tecniche
È un'ala destra, ruolo in cui può rientrare nel suo piede forte, il sinistro, si dimostra inoltre un ottimo rigorista.
Nel corso della sua carriera ha ricoperto anche il ruolo di seconda punta.

## Carriera

### Club
Giovanili e gli inizi in Segunda Division
Cresciuto nel Cieza, nel corso della sua formazione giovanile milita anche nel Real Madrid e nel Villarreal; dopo alcune stagioni trascorse in Tercera División nel 2014 viene acquistato dal Real Murcia che lo aggrega inizialmente alla propria squadra B.
Debutta in Segunda División B il 4 gennaio 2015 giocando l'incontro vinto 1-0 contro il Real Valladolid B mentre va a segno il 27 febbraio seguente nella trasferta vinta 2-0 contro l'Astorga.
Ponferradina
Il 18 agosto 2017 si trasferisce al Ponferradina dove ottiene la promozione in Segunda División al termine della stagione 2018-2019. Fa il suo esordio in seconda divisione il 18 agosto 2019 in occasione del match perso 3-1 contro il Cadice. Dopo tre stagioni con 95 presenze totali seguite da 15 goal e 4 assist, saluta il club spagnolo.
Rayo Vallecano
Nel gennaio 2020 viene acquistato dal Rayo Vallecano con cui firma un contratto di tre anni e mezzo; nel 2021 conquista la promozione in Primera División risultando con 10 reti il capocannoniere stagionale del club.  Il 26 settembre 2021 segna il suo primo goal in Liga nella vittoria contro il Cadiz per 3-1. Nel corso della stagione 2022/2023 migliora i suoi numeri con 9 goal e 5 assist in 37 presenze di campionato, dimostrando un ottimo tiro con il suo mancino anche dalla distanza. Nel corso della stagione 2024/2025 scende in campo in diverse occasioni con la fascia da capitano.

## Statistiche
Statistiche aggiornate al 15 agosto 2023.

### Presenze e reti nei club
| Stagione              | Squadra               | Campionato            | Campionato | Campionato | Coppe nazionali | Coppe nazionali | Coppe nazionali | Coppe continentali | Coppe continentali | Coppe continentali | Altre coppe | Altre coppe | Altre coppe | Totale | Totale | Totale |
| Stagione              | Squadra               | Comp                  | Pres       | Reti       | Comp            | Pres            | Reti            | Comp               | Pres               | Reti               | Comp        | Pres        | Reti        | Pres   | Reti   |        |
| --------------------- | --------------------- | --------------------- | ---------- | ---------- | --------------- | --------------- | --------------- | ------------------ | ------------------ | ------------------ | ----------- | ----------- | ----------- | ------ | ------ | ------ |
| 2013-2014             | Villarreal C          | TD                    | 7          | 1          |                 | -               | -               |                    | -                  | -                  |             | -           | -           | 7      | 1      |        |
| 2013-2014             | Cieza                 | TD                    | 9          | 5          |                 | -               | -               |                    | -                  | -                  |             | -           | -           | 9      | 5      |        |
| 2014-2015             | Imperial Murcia       | TD                    | 17         | 8          |                 | -               | -               |                    | -                  | -                  |             | -           | -           | 17     | 8      |        |
| 2014-2015             | Real Murcia           | SDB                   | 14         | 7          | CR              | 0               | 0               |                    | -                  | -                  |             | -           | -           | 14     | 7      |        |
| 2015-2016             | Real Murcia           | SDB                   | 29         | 2          | CR              | 1               | 0               |                    | -                  | -                  |             | -           | -           | 30     | 2      |        |
| 2016-2017             | Real Murcia           | SDB                   | 30         | 2          | CR              | 1               | 0               |                    | -                  | -                  |             | -           | -           | 31     | 2      |        |
| Totale Real Murcia    | Totale Real Murcia    | Totale Real Murcia    | 73         | 11         |                 | 2               | 0               |                    | -                  | -                  |             | -           | -           | 75     | 11     |        |
| 2017-2018             | Ponferradina          | SDB                   | 29         | 5          | CR              | 4               | 0               |                    | -                  | -                  |             | -           | -           | 33     | 5      |        |
| 2018-2019             | Ponferradina          | SDB                   | 40         | 8          | CR              | 0               | 0               |                    | -                  | -                  |             | -           | -           | 40     | 8      |        |
| 2019-gen. 2020        | Ponferradina          | SDB                   | 21         | 2          | CR              | 1               | 0               |                    | -                  | -                  |             | -           | -           | 22     | 2      |        |
| Totale Ponferradina   | Totale Ponferradina   | Totale Ponferradina   | 90         | 15         |                 | 5               | 0               |                    | -                  | -                  |             | -           | -           | 95     | 15     |        |
| gen.-lug. 2020        | Rayo Vallecano        | SD                    | 14         | 1          | CR              | 1               | 0               |                    | -                  | -                  |             | -           | -           | 15     | 1      |        |
| 2020-2021             | Rayo Vallecano        | SD                    | 43         | 10         | CR              | 4               | 0               |                    | -                  | -                  |             | -           | -           | 47     | 10     |        |
| 2021-2022             | Rayo Vallecano        | PD                    | 34         | 2          | CR              | 6               | 0               |                    | -                  | -                  |             | -           | -           | 40     | 2      |        |
| 2022-2023             | Rayo Vallecano        | PD                    | 37         | 9          | CR              | 3               | 0               |                    | -                  | -                  |             | -           | -           | 40     | 9      |        |
| 2023-2024             | Rayo Vallecano        | PD                    | 1          | 1          | CR              | 0               | 0               |                    | -                  | -                  |             | -           | -           | 1      | 1      |        |
| Totale Rayo Vallecano | Totale Rayo Vallecano | Totale Rayo Vallecano | 129        | 23         |                 | 14              | 0               |                    | -                  | -                  |             | -           | -           | 143    | 23     |        |
| Totale carriera       | Totale carriera       | Totale carriera       | 325        | 67         |                 | 21              | 0               |                    | -                  | -                  |             | -           | -           | 346    | 67     |        |